# Bradinopyga strachani
Bradinopyga strachani är en trollsländeart som först beskrevs av Kirby 1900.  Bradinopyga strachani ingår i släktet Bradinopyga och familjen segeltrollsländor. IUCN kategoriserar arten globalt som livskraftig. Inga underarter finns listade i Catalogue of Life.